# Alfredo Matas Salinas
Alfredo Matas Salinas (Barcelona, 1920-22 de juny de 1996) va ser un productor i distribuïdor de cinema espanyol, fundador d'empreses cinematogràfiques com Cinesa i Jet Films.

## Biografia
Va néixer el 1920, en el si d'una família vinculada a la indústria tèxtil. Durant la guerra civil espanyola va abandonar el país i va residir en diversos llocs com Suïssa, Marsella i París, on va treballar com trompetista en una banda de jazz.
Després de tornar a Espanya i el 1944, va conèixer al empresari Josep Arquer, qui en aquest moment estava construint a Barcelona un complex luxós. El Windsor, nom amb el qual va ser inaugurat l'11 d'octubre de 1946, posseïa un cinema del qual Matas es va fer càrrec i al qual van seguir altres locals en la mateixa ciutat. Uns anys després, Matas es va desplaçar a París amb la finalitat de portar a Espanya un nou sistema de projecció i so, el Cinerama. Amb el suport econòmic de la família Sainz de Vicuña i l'empresari Jaume Castell, Matas va crear el 1958 l'empresa distribuïdora Cinesa (Compañía de Iniciativas y Espectáculos, S. A.), que es faria càrrec de l'explotació d'aquest nou sistema a Espanya i que amb els anys augmentaria el seu nombre de sales per tot el país. Tres anys després va crear també la productora Jet Films, amb la finalitat de produir la pel·lícula Plácido (1961) al costat de Luis García Berlanga. Després d'un temps de retir, va crear el 1968 l'empresa In-Cine S. A. i un any més tard es va casar amb la actriu Amparo Soler Leal. Des de llavors i durant poc menys de trenta anys, es va dedicar a produir pel·lícules com La escopeta nacional (1978), El crimen de Cuenca (1980) i Patrimonio nacional (1981).
Va ser una de les figures que va impulsar la creació de la Acadèmia de les Arts i les Ciències Cinematogràfiques d'Espanya el 1985 i temps després, el 1994, va rebre la seva Medalla d'Or. Va morir el 22 de juny de 1996 a Barcelona a causa d'un càncer de pulmó.

## Filmografia
- Plácido (1961)
- La vil seducción (1968)
- Un diablo bajo la almohada (1968)
- Estudio amueblado 2. P. (1969)
- El monumento (1970)
- The Light at the Edge of the World (1971)
- La muerte incierta (1973)
- Tamaño natural (1974)
- La adúltera (1975)
- Jo, papá (1975)
- Nosotros que fuimos tan felices (1976)
- La escopeta nacional (1978)
- El crimen de Cuenca (1980)
- Patrimonio nacional (1981)
- Hablamos esta noche (1982)
- Nacional III (1982)
- Bearn o La sala de las muñecas (1983)
- El jardín secreto (1984)
- Las bicicletas son para el verano (1984)
- La vaquilla (1985)
- Cara de acelga (1987)
- Barrios altos (1987)
- El invierno en Lisboa (1991)
- Retrato de familia (1992)
- Tierno verano de lujurias y azoteas (1993)
- Amor e Dedinhos de Pé (1993)
- Puede ser divertido (1995)